# James Hamilton, 3.º Conde de Arran
James Hamilton, 3.º Conde de Arran (c. 1537 — 1609) foi um nobre e soldado escocês que lutou contra as tropas francesas durante a Reforma Escocesa. Nascido em 1532 ou 1536, James era o filho mais velho de James Hamilton, 2.º Conde de Arran, que era o próximo na linha de sucessão da Coroa da Escócia depois de Maria da Escócia. Por intermédio de sua mãe Margaret Douglas era descendente de Jaime IV e de Joana da Escócia, filha de Jaime I.
Como potencial herdeiro real Hamilton esteve envolvido em várias negociações de casamento, todas elas fracassadas. Hamilton foi para a França em julho de 1548, provavelmente acompanhando, ou logo após Maria da Escócia, onde se tornou comandante da Garde Écossaise. Quando seu pai, na ocasião conhecido por 'Regente Arran,' tornou-se um duque francês, Hamilton recebeu seu título de Conde de Arran. A edição francesa de 1549 da Emblemes D'Alciat. de Andrea Alciato foi dedicada a ele. Um de seus símbolos pessoais era um coração perfurado com uma seta apontando para baixo. Ele lutou pela Reforma Escocesa, mas passou os últimos 45 anos de sua vida em reclusão.

## As pretendentes

### Maria da Escócia
Maria de Guise contou ao embaixador inglês Ralph Sadler em março de 1543 que o pai de James, o Governador da Escócia, após a morte de Jaime V, o Regente Arran, pretendia casar a sua filha, a Rainha Maria I, com seu filho, algo que ela estava ansiosa para evitar. Porém, em dezembro de 1543, os enviados franceses ouviram seu pai dizer que queria que seu filho se casasse com a filha do rei Henrique VIII da Inglaterra, Lady Elizabeth.
Em outubro de 1544, James foi levado para o Castelo de St. Andrews, onde foi recebido como hóspede pelo cardeal Beaton e serviu como garantia da aliança realizada entre seu pai e o cardeal. Embora o pai de James, apoiasse publicamente o casamento da rainha infante com o inglês príncipe Eduardo, e mais tarde com o  Delfim francês  Francisco, ele tinha a esperança de que seu filho James se casaria com a Rainha dos Escoceses. Para tanto, o Abade de Paisley, John Hamilton planejou se reunir com o Lorde Somerville e o Conde de Angus em 28 de outubro de 1545, para obter apoio para o casamento de Hamilton. João, filho de Somerville escreveu para Maria de Guise dizendo que eles não seriam convencidos. Alexander Crichton de Brunstane e um diplomata na França, Johannes Sturm, enviaram também avisos desta negociação de casamento para a Inglaterra. Sturm percebeu que o casamento dificultaria as negociações do tratado de paz anglo-francês. James permaneceu no castelo do cardeal e em fevereiro de 1546, foi lhe enviado um livro de exercícios em latim e uma cópia das Fábulas de Esopo.
Após o assassinato do cardeal Beaton, em 1546, James foi mantido prisioneiro pelos inimigos de seu pai no Castelo de St. Andrews, que lhe ofereceram como refém em troca do auxílio de uma frota inglesa para auxiliá-los na quebra do cerco instalado pelo Governador da Escócia. Henrique VIII estava disposto a dar esse apoio, porém ele nunca se materializou. A fim de limitar os problemas em potencial, em 14 de agosto de 1547, o Parlamento da Escócia declarou que James já não era mais a terceira pessoa na sucessão à coroa da Escócia enquanto durasse o seu cativeiro. Apesar das promessas de Henrique, o cerco foi desfeito por uma intervenção naval francesa.

### As noivas francesas
Em abril de 1548, Henrique II da França ofereceu Françoise, filha do Duque de Montpensier para ser a noiva de Arran. James se juntou à rainha Maria, na França, em julho de 1548. Lá, ele se tornou comandante do Garde Écossaise. Em 24 de janeiro de 1553 foi contratado o armeiro real francês Bénédict Claye para fornecer-lhe uma armadura decorada com gravuras e bordas douradas, um morrião e uma borguinhota, e acessórios para serem entregues antes de 8 de abril de 1553.
Depois que Maria foi prometida em casamento ao Delfim, uma série de damas da corte foram sugeridas como noivas para James, inclusive em maio de 1557 a Mademoiselle de Bouillon, filha de Diana de Poitiers e de Henrique II, Claude e Louise de Rieux, que se casou com René, Marquês de Elbeuf, e Jeane de Savoie. Nada resultou de qualquer um destes planos de casamento.

### Consorte de Elizabeth
Em 1558, com o apoio de John Knox e John Jewel, Bispo de Salisbury, Arran se tornou uma garantia nas aspirações de seu pai, que tentava negociar o seu casamento com Elizabeth I para selar uma aliança anglo-escocesa. Embora o bispo Jewel fosse favorável a realização do casamento o mais tardar em junho de 1560, e a própria opinião de Elizabeth não fosse ainda conhecida, os amigos do Conde de Arran, Ralph Sadler e Thomas Randolph não puderam mascarar a sua crescente preocupação com seu caráter instável em suas correspondências oficiais. Elizabeth comunicou formalmente sua rejeição ao seu pedido em 8 de dezembro de 1560 para os embaixadores escoceses William Maitland, o Conde de Morton e o Conde de Glencairn.

### Lady Catherine Gray
Em setembro de 1560 Sarlabous, o capitão francês do Castelo de Dunbar, tentou espalhar um boato de que o conselho de Elizabeth havia proposto um plano de casamento alternativo para Arran, com a herdeira real inglesa Catherine Grey, filha da Duquesa de Suffolk. A filha de um comerciante de Edimburgo, Alison Craig, descrita por Randolph como 'uma boa moça bonita ', foi também cogitada em dezembro de 1561 para ser a futura esposa para Arran, porém, as interferências do Conde de Bothwell, do Lorde John Stewart, do Prior de Coldingham e de René, Marquês de Elbeuf levaram a um impasse nas negociações.

### Novamente Maria
Após a morte do marido de Maria, Francisco II da França em 1560, e o aparente fracasso do plano de casamento inglês, seu pai tentou arranjar o seu casamento com a rainha da Escócia, sugerido pela primeira vez na sua infância. George Buchanan, que não simpatizava com Maria, sugeriu que ela havia explorado seu afeto real por ela, em novembro de 1561, ao espalhar um boato de que ele planejou sequestrá-la do Palácio de Holyrood para a casa dele em Kinneil, e usou isso para justificar o reforço da guarda real armada. Embora o pai de Arran tivesse colocado em dúvida o boato, e as descobertas de Thomas Randolph confirmassem a visão de Buchanan, a segurança física foi reforçada no Palácio de Holyroodhouse.

## Monsieur de Beaufort
Tem sido sugerido que Arran esteve preso na França de 1557 a 1558  por ser um protestante. Quando seu pai mudou sua crença da fé católica para a protestante, em junho de 1559, Arran estava na propriedade francesa de seu pai em Châtellerault, talvez no Chateau de la Brelandiere, e tornou-se um fugitivo de Henrique II da França. Fez o seu trajeto na busca de segurança em direção à Suíça em julho, depois de passar quinze dias se escondendo na floresta,  chegou a Genebra, e seguiu em seguida para Zurique, onde foi acolhido por Pietro Martire Vermigli, e continuou sua viagem até Lausanne. Ele se encontrou com o agente inglês Thomas Randolph (conhecido pelo pseudônimo Barnaby) e viajou incógnito até a Escócia via Flandres. Em Londres, ele foi recebido na casa de William Cecil em Westminster e teve uma entrevista com a rainha Elizabeth no jardim de Hampton Court. A fuga da França foi idealizada por Cecil e o embaixador inglês em Paris, Nicholas Throckmorton.
No fim de junho de 1559, Throckmorton escreveu a Cecil descrevendo como Arran tinha sido cruelmente tratado na França. Depois de Arran ter deixado alguns de seus guardas escoceses havia lutado com alguns soldados franceses. Um dos comissários franceses encarregados de prender Arran tentou pedir desculpas a Maria, Rainha dos Escoceses, com quem ele tinha estreita relação. Throckmorton ouviu que Maria havia denunciado ele como um "arrant traitor", e ele esperava que essa notícia ajudasse a melhorar a política pró-ingleses na Escócia. Throckmorton esperava que o portador escocês da carta, Sandy Whytelaw, fizesse isso, e embora Sandy não fosse amigo do pai de Arran ele iria aumentar o apoio ao casamento de Arran e Elizabeth.
A jornada do Conde até a Escócia foi relatada nas cartas de John Jewel para Pietro Martire Vermigli e Heinrich Bullinger. Em sua correspondência, Arran era conhecido pelo codinome "Críton", Randolph como "Pânfilo" e Elizabeth como "Glicério". Apesar deste segredo, o comandante inglês em Berwick, Sir James Croft estava ciente do plano em 14 de junho.
Embora Elizabeth fosse pessoalmente sensível à situação do conde, para a política inglesa o resgate foi um passo em direção ao objetivo de acabar com a Auld Alliance, sabendo que no retorno de Arran seu pai como a "segunda pessoa" do reino se tornaria líder dos Lordes da Congregação. William Cecil respondeu os agradecimentos de Chatelherault pelo resgate, escrevendo em 24 de agosto, "esta é uma coisa que eu cobiço, ter esta ilha bem unida na concórdia".
O nome usado pelo Conde viajando para o norte através da Inglaterra foi Monsieur de Beaufort. Arran foi primeiro para o castelo de Berwick-upon-Tweed e se encontrou com o reformador escocês, Henry Balnaves de Halhill. Depois de um cavalgada a meia-noite por Cheviot Hills, ele chegou por volta da uma ou duas horas da manhã, do domingo, 10 de setembro de 1559, em Teviotdale, e se reencontrou com seu pai no Castelo Hamilton. Seu irmão mais novo, Lorde David Hamilton, não teve tanta sorte. David, de 15 anos, foi preso em 17 de julho de 1559. Ficou preso inicialmente no Castelo de Vincennes e transferido em março de 1560 para o Castelo de Amboise enrolado em um cobertor.

## Reforma Escocesa
Arran juntou-se aos Lordes da Congregação e lutou incansavelmente contra os franceses e Maria de Guise na causa da Reforma Escocesa. Com seu primo, Robert, Mestre de Maxwell, sob as ordens de seu pai, atacou o Castelo Crichton, a casa do Conde de Bothwell, e o Palácio de Falkland. Em 10 de outubro de 1559, Arran e seus cúmplices levaram dinheiro e utensílios de prata dos habitantes da região conhecida por Daldowie e em 9 de novembro de 1559 invadiu a Palácio do Bispo de Dunblane, levando um colar de ouro pertencente a Janet, Lady Fleming, e removeu o bispo e sua prata para o Castelo de Stirling. O bispo de sessenta anos de idade ficou preso no Castelo Campbell até o Natal e forçado a pagar por sua hospedagem. Em janeiro de 1559, Arran comandava a guerra em Fife, elaborava relatórios para Ralph Sadler e Sir James Croft de Dysart, de Wemyss, de Cupar e de Aberdour. O embaixador francês na Inglaterra, Gilles de Noailles, informou que os rebeldes escoceses haviam dito a Rainha Elizabeth que se saíssem vitoriosos, Arran se tornaria rei da Escócia com o consentimento dos Lordes escoceses e com a Inglaterra como seu reino superior. A Escócia pagaria a Inglaterra uma taxa anual e Elizabeth acrescentaria o brasão de armas da Escócia a sua heráldica.
Um documento inglês posterior, datado de 1583 representa a possibilidade de que a nobreza escocesa tinham a intenção de fazer de Arran o Rei da Escócia, devido à sua insatisfação com Maria e suas ligações com os franceses. Os nobres estavam;
"decididos a priva-la de seu governo, e entregar o mesmo ao filho mais velho do Duque de Châtellerault, o Conde de Arran."
Elizabeth enviou uma frota de navios para a Escócia. No final de janeiro, Arran reuniu-se com o almirante inglês William Wynter em Burntisland, e disse que estava prestes a voltar para as terras de seu pai, no Ocidente, e em 4 de fevereiro de 1559, Fife foi conquistada pela Congregação e pacificada. Mais tarde, em fevereiro, Thomas Randolph se fez passar por escocês para ganhar a confiança de um agente francês no Castelo de Dumbarton, mas Arran desajeitadamente revelou sua verdadeira identidade. O centro do conflito na Escócia passou agora a ser o Cerco de Leith, com o intervenção por terra de um exército inglês decorrente do Tratado de Berwick firmado por seu pai. Antes da chegada do exército inglês, os franceses invadiram Glasgow e atacaram o Palácio do Bispo. Arran antecipou seu retorno a Leith com uma força de 800 cavaleiros. Em seguida, juntou-se aos sitiantes no acampamento em Restalrig. Em 4 de março, encontrou-se com o Conde de Huntly, que parecia querer se juntar à Congregação em Perth. Retirou-se do acampamento em Leith em 10 de abril, a contragosto, para descansar em Holyroodhouse. Em menos de uma semana depois, Arran estava no controle do Castelo Blackness, e retornou para Edimburgo para as negociações de paz após a morte de Maria de Guise, em junho, o que resultou no Tratado de Edimburgo. Depois que a religião protestante foi oficializada pelo Parlamento da Reforma, ele seguiu, juntamente com o Lorde James para o Castelo Dalhousie e queimou livros e paramentos religiosos.

## Longo crepúsculo
Todas essas manobras perturbaram o equilíbrio de sua mente e na Páscoa de 1562, seu pai tentou confiná-lo em seu quarto na Kinneil House, por ele estar doente. James escapou usando uma corda feita com seus lençóis, e fez a sua rota de fuga através de Forth até o Palácio de Halyards e, em seguida, até o Palácio de Falkland. Depois de acusar seu inimigo, o Conde de Bothwell, de conspirar para sequestrar a Rainha Maria, e de falar estranhamente sobre bruxas e demônios, e "com medo de que todos os homens em sua volta viessem para matá-lo", foi considerado louco e confinado para o resto de sua vida.  George Buchanan, que pensava que a trama do rapto fosse real e que Arran fosse um herói, disse para prenderem Arran inicialmente no Castelo de St. Andrews, e depois, no Castelo de Edimburgo, onde Bothwell também estava preso. Randolph escreveu para o velho aliado de Arran, Throckmorton, dizendo que os Condes haviam caído em uma "fossa de sua própria criação". Arran foi solto em abril de 1566 e foi para Hamilton, doente e sem a capacidade da fala.
Em 1575, Arran herdou a propriedade de seu pai, mas por causa de sua loucura, foi colocado sob os cuidados de seu irmão John. John e seu irmão Claude, Abade de Paisley mantiveram-no sob confinamento no Castelo Craignethan, e apesar de ter sido relatado em agosto de 1575, que se ele fosse colocado em liberdade haveria esperança de recuperação, nunca lhe foi permitido novamente qualquer liberdade.
Sua mãe Margaret Douglas, e as tias Elizabeth Douglas (esposa do Regente Morton) e Janet ou Beatrix Douglas, esposa de Lorde Maxwell, sua irmã Anne (mãe de Conde de Huntly), e o irmão mais novo, David, todos foram também afetados por problemas de saúde mental. Thomas Randolph escreveu que Arran "tinha anteriormente, por duas vezes, apresentado o mesmo caso de distúrbio mental, e que sua mãe e tias foram, algumas vezes, ou na maior parte do ano, atacadas por um humor inquieto" (A descrição de Randolph dos sintomas de Arran se assemelham ao diagnóstico moderno de mania e transtorno bipolar, apesar de sua exata condição psicológica permanecer desconhecida.)
Hamilton House e Craignethan foram atacados pelo exército de Jaime VI e da ex- regente Morton em maio de 1579, e o Conde, sua mãe, e Lorde David foram levados para Linlithgow. Em 1581 seu Condado foi usurpado por James Stewart (morto em 1595), mas depois restaurado em 1585. Pouco se sabe sobre James nos seus últimos anos de vida: morreu em 1609.

## Leituras adicionais
- Bain, Joseph ed., Calendar of the State Papers relating to Scotland and Mary Queen of Scots 1547–1603, vol. 1, H.M. General Register House Edinburgh, vol. 1, (1898)
- Durkan, John, 'James, Third Earl of Arran, the Hidden Years', em Scottish Historical Review, Vol. LXV, 2, no. 180, outubro de (1986)
- Hannay, RK., 'The Earl of Arran and Queen Mary' in Scottish Historical Review, vol. 18, Glasgow (1921), 258-276(arquivo de internet)
- Hastings-Robinson, ed., Zurich Letters 1558–1579, vol. 1, Parker Society, Cambridge (1842) para 'Pamphilius', 'Crito', and 'Glycerium,' veja pp. 82–83.
- Stevenson, Joseph, ed., Calendar of State Papers Elizabeth, 1558-1559, vol.1, Londres (1863)
- Wood, Marguerite, 'The Imprisonment of the Earl of Arran', in Scottish Historical Review, vol. 24, no. 94, janeiro de (1927), 116–122

| James Hamilton, 3.º Conde de Arran HamiltonNascimento: c. 1532 Morte: março de 1609 |                          |                             |
| Pariato da Escócia                                                                  |                          |                             |
| Precedido por James Hamilton                                                        | Conde de Arran 1548–1609 | Sucedido por James Hamilton |